# 北井头乡
北井头乡是中国陕西省渭南市白水县下辖的一个乡。

## 行政区划
北井头乡下辖以下行政区：
北井头村、范家卓村、上徐村、下徐村、小卓村、邱木村、南张村、富卓村、洼底村、刘家卓村、李家卓村、尧头村、南井头村